# Мандоліна
Мандолі́на (італ. mandolino) — струнний щипковий музичний інструмент. Виконавець защипує струни плектром, протяжні ноти виконуються тремоло.
Мандоліна з'явилася в XVI столітті в Італії і вже згодом стала найпоширенішим[де?] народним інструментом. Поступово вона стала популярною і в інших країнах. Найпоширенішою стала неаполітанська мандоліна, з чотирма подвійними струнами, які настроюють по квінтах, як домру. Аплікатура аналогічна скрипковій. Міланська мандоліна має п'ять подвійних струн.
Мандоліну використовують як сольний, акомпонуючий і ансамблевий інструмент. Існують також оркестри мандолін різних розмірів, іноді в їхній склад входять також гітари. Такі оркестри звуться неаполітанськими. У класичній музиці яскравим прикладом використання мандоліни є серенада Дон Жуана з однойменної опери В. А. Моцарта. Мандоліна також була популярна в  Київській Русі (Україна) також її використовували в радянській кінопродукції (наприклад, у фільмі «Пригоди Буратіно»).